# Шнакенбек
Шнакенбек (нем. Schnakenbek) — община в Германии, в земле Шлезвиг-Гольштейн. 
Входит в состав района Герцогство Лауэнбург. Подчиняется управлению Лютау.  Население составляет 847 человек (на 31 декабря 2010 года). Занимает площадь 13,02 км².